# Kigosi-Nationalpark
Der Kigosi-Nationalpark ist ein Nationalpark in Tansania, der im Nordwesten des Landes zwischen dem Victoriasee und dem Tanganjikasee liegt.

## Geographie
Der Nationalpark hat eine Größe von 7460 Quadratkilometer und umfasst große Teile des Feuchtgebietes der Flüsse  Moyowosi und Malagarasi. Das Land ist ein flaches Becken, es liegt in den Distrikten Bukombe und Kahama der Region Shinyanga und im Distrikt Urambo in der Region Tabora. Die Entwässerung erfolgt über die sieben Flüssen Malagarasi, Moyowosi, Nikonga, Ugalla, Kigosi, Nikonga und Gombe. Die kleineren Flüsse vereinigen sich mit dem Malagarasi, der in den Tanganjikasee mündet.
Es gibt zwei Regenzeiten, die erste mit den höchsten Niederschlägen im Februar, die zweite um den November. Die Niederschläge erreichen 1000 bis 1500 Millimeter im Jahr, die Durchschnittstemperatur liegt bei 29 Grad Celsius.

## Geschichte
Das Gebiet wurde im Jahr 1983 zum Wildreservat und 2019 zum Nationalpark erklärt.

## Biodiversität
Im Süden des Parks dominieren weite Graslandschaften, im Norden werden lichte Miombo-Wälder von Felsformationen durchbrochen. Dazwischen liegen weite Aulandschaften mit großen Seen und Sümpfen.
In dieser Landschaft leben Gnus, Sitatungas, Elenantilopen, Wasserböcke, Pferdeantilopen, Kudus, sowie Löwen und Leoparden. Außerdem sind die Sumpfgebiete Brutgebiet für Pelikane, Schuhschnäbel, Kraniche und Eisvögel.

## Tourismus
Der Nationalpark bietet das größte Feuchtgebiet-Ökosystem in Ostafrika.

### Anreise
Die Anreise kann entweder mit Charterflügen von Arusha oder Daressalam aus erfolgen oder mit Allradfahrzeugen.

### Besuchszeit
Der Park ist ganzjährig geöffnet. Die besten Besuchszeiten sind die Trockenzeiten von Juni bis September und von Dezember bis Anfang Februar.